# Фонти-Лонга (Карразеда-ди-Ансиайнш)
Фо́нти-Ло́нга (порт. Fonte Longa) — район (фрегезия) в Португалии, входит в округ Браганса. Является составной частью муниципалитета Карразеда-ди-Ансьяйнш. По старому административному делению входил в провинцию Траз-уж-Монтиш и Алту-Дору. Входит в экономико-статистический субрегион Доуру, который входит в Северный регион. Население составляет 355 человек на 2001 год. Занимает площадь 11,13 км².